# Opus caementicium

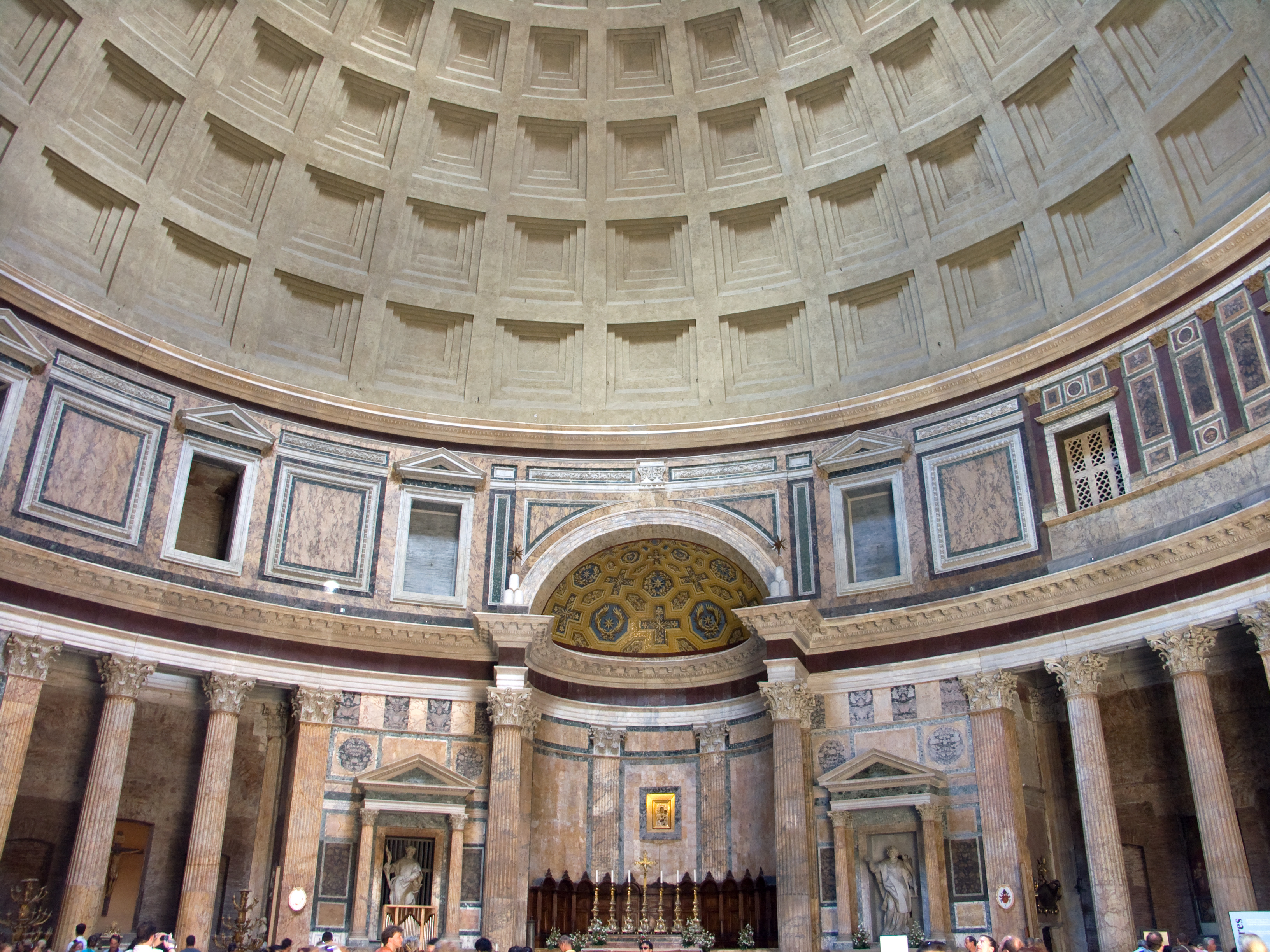
Pantheon i Rom är ett exempel på användandet av Opus caementicium.

Opus caementicium, ibland Romersk betong, är romarnas byggnadsteknik där man använde betong.
Opus caementicium tillverkades liksom andra sorters betong av krossat bergmaterial och ett bindemedel som, när det blandas med vatten, hårdnar över tiden. På den romerska tiden användes gips och bränd kalk som bindemedel, men vulkanisk aska som puzzolan (som finns i centrala Italien) föredrogs när man hade tillgång till sådan. Armerande material (som armeringsjärn i moderna konstruktioner) användes inte.
I de flesta fallen ville man dölja den råa betongytan och någon sorts beklädnad användes. Olika tekniker var karakteristiska för olika perioder och bland dessa räknades:
- Opus incertum, latin för 'oregelbundet arbete',[1] murverk av otillhuggna stenblock i murbruk, stundom med inlagda tegelskift.
- O. reticulatum (rete är latin för 'nät'), murverk, där stenarna står diagonalt på hörnet.
- Opus quadratum är murverk av fyrsidigt huggen sten (kvadersten).
- Opus latericium är murverk med regelbundna skift av tegelsten.
- Opus spicatum (spica är latin för 'ax'), axliknande murförband, där stenarna står på sned mot varandra som småblommorna i ett horisontellt liggande ax. Detta murförband tillhör den klassiska forntiden och den tidigare medeltiden.

## Bilder

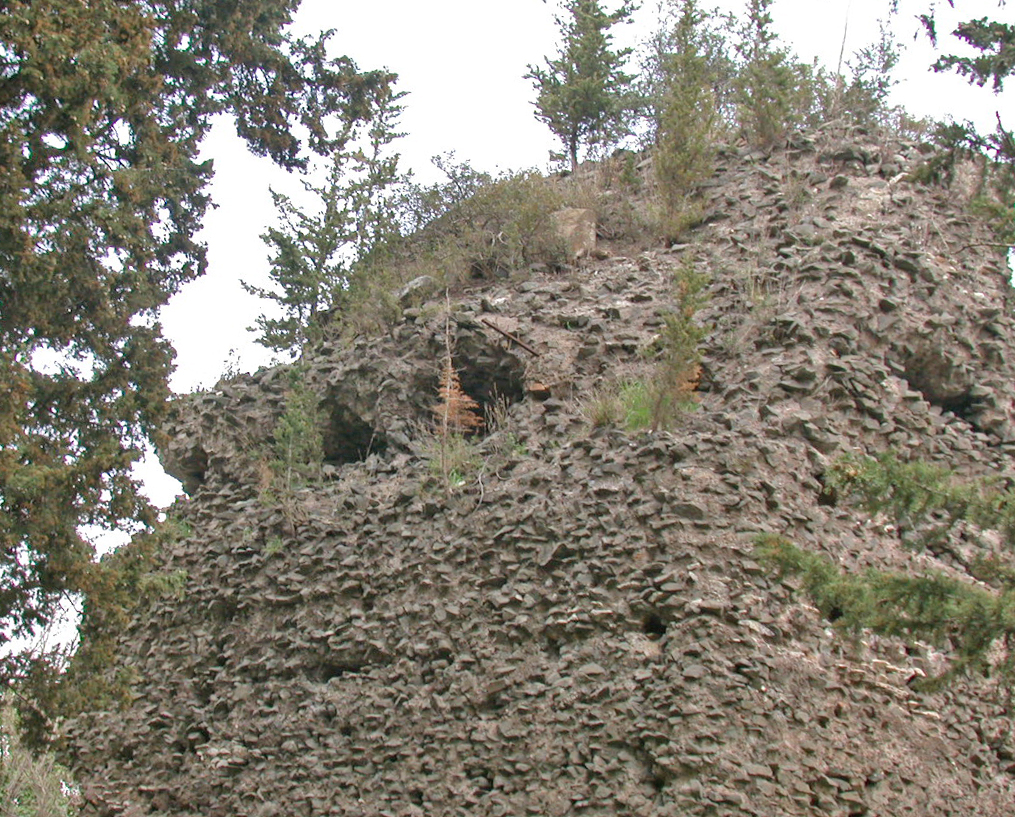
Exempel på Opus caementicium på en gravhög vid Via Appia.